# I'm Not Through Loving You Yet (álbum)
I'm Not Through Loving You Yet es el trigésimo primer álbum de estudio del cantautor estadounidense Conway Twitty. Fue publicado en agosto de 1974 a través de MCA Records. El álbum fue precedido por dos sencillos número uno: «I'm Not Through Loving You Yet» y «I See the Want To in Your Eyes».

## Grabación y contenido
Las sesiones de grabaciones de I'm Not Through Loving You Yet tuvieron lugar en Bradley's Barn, un estudio ubicado en Nashville, Tennessee. El álbum contenía once canciones. Cinco de las canciones fueron escritas o coescritas por el propio Twitty. Él escribió «I Changed My Mind» solo y «I Come Here to Let Her Memory Wander Through My Mind» con el comediante y actor Joe E. Lewis. El álbum también incluía una versión del éxito country de Ronnie Milsap de 1974, «Pure Love».

## Recepción de la crítica
Un escritor no especificado de la revista Cash Box declaró: “Conway Twitty es claramente una institución en la escena de la música country. Una superestrella en todos los sentidos de la clasificación, sus actividades musicales artísticas son algunas de las más respetadas en toda la escena de la música country. La canción que da nombre al álbum, que fue un éxito hace poco para Conway, abre este LP. La colección de material es excepcional y una versión espectacular de «Pure Love» de Ronnie Milsap realmente te capturará. También se incluye el último sencillo de Conway, «I See The Want To in Your Eyes», lo que hace que este paquete sea imprescindible”.

## Lista de canciones
| Lado uno |                                                        |                           |          |  |
| N.º      | Título                                                 | Escritor(es)              | Duración |  |
| 1.       | «I'm Not Through Loving You Yet»                       | Conway Twitty L. E. White | 2:36     |  |
| 2.       | «Pure Love»                                            | Eddie Rabbitt             | 2:30     |  |
| 3.       | «We've Already Tasted Love»                            | Bobby Harden              | 1:55     |  |
| 4.       | «She's Just Not Over You Yet»                          | Michael White Twitty      | 3:04     |  |
| 5.       | «I Come Here to Let Her Memory Wander Through My Mind» | Twitty Joe E. Lewis       | 2:31     |  |
| 6.       | «I Changed My Mind»                                    | Twitty                    | 2:57     |  |

| Lado dos |                                         |                      |          |  |
| N.º      | Título                                  | Escritor(es)         | Duración |  |
| 1.       | «I See the Want To in Your Eyes»        | Wayne Carson         | 2:47     |  |
| 2.       | «She Fights That Lovin' Feeling»        | Jack Adams           | 2:57     |  |
| 3.       | «Before Your Time»                      | Twitty Tommy Markham | 2:37     |  |
| 4.       | «That's Asking Too Much of the Wine»    | Jollie Hollie        | 3:25     |  |
| 5.       | «Your Leaving Left Me Still Loving You» | M. White             | 2:44     |  |

## Posicionamiento
| Gráfica (1974)                             | Pico de posición |
| ------------------------------------------ | ---------------- |
| Estados Unidos (Billboard Hot Country LPs) | 4                |